# Юй Цзін'яо
Юй Цзін'яо (13 лютого 1999) — китайська плавчиня.
Призерка Азійських ігор 2018 року.